# Segunda ronda de la Clasificación de CAF para la Copa Mundial de Fútbol de 2010
La segunda ronda de la clasificación de CAF para la Copa Mundial de Fútbol de 2010 contó con la participación de 48 selecciones nacionales de África afiliadas a la Confederación Africana de Fútbol, tres de ellas provenientes de la fase anterior. Esta eliminatoria también contó como la eliminatoria a la Copa Africana de Naciones 2010.

## Formato
Los 48 equipos fueron divididos en 12 grupos de cuatro equipos sorteados según la clasificación de la FIFA. Los ganadores de cada grupo más los ocho mejores segundos lugares avanzan a la tercera ronda, los cuales se definirían por tabla acumulada.
Al abandonar la eliminatoria Etiopía y Eritrea, dos grupos quedaron con tres equipos, y para definir a la segundos lugares, en los demás grupos no se contabilizó el enfrentamiento contra el cuarto lugar de cada grupo.

## Sorteo
El sorteo se realizó el 25 de noviembre de 2007 en Durban, Sudáfrica y las llaves del sorteo quedaron así:
| Llave A | Llave B | Llave C | Llave D |
| --- | --- | --- | --- |
| - Camerún - Nigeria - Costa de Marfil - Marruecos - Ghana - Túnez - Egipto - Guinea - Senegal - Malí - Angola - Togo | - Zambia - Sudáfrica - Cabo Verde - República Democrática del Congo - Argelia - Burkina Faso - Benín - Mozambique - Libia - Etiopía - Congo - Zimbabue | - Uganda - Botsuana - Guinea Ecuatorial - Tanzania - Gabón - Malaui - Sudán - Burundi - Liberia - Ruanda - Eritrea - Namibia | - Gambia - Mauritania - Kenia - Chad - Lesoto - Mauricio - Níger - Suazilandia - Seychelles - Sierra Leona - Madagascar - Yibuti |

## Excepciones: Angola y Sudáfrica
- Como la eliminatoria también contó como la clasificación para la Copa Africana de Naciones 2010, Sudáfrica participó a pesar de estar clasificado para la Copa Mundial de Fútbol de 2010 como país organizador, formando parte de uno de los 12 grupos eliminaorios, aunque al final de cuenta no logró clasificar a la Copa Africana de Naciones de 2010
- Angola era el país organizador de la Copa Africana de Naciones 2010, pero como el torneo también fue el clasificatorio al Mundial también participó para intentar avanzar a la tercera ronda, algo que al final no sucedió.[3]

## Resultados

### Grupo 1
| Pos. | Equipo         | Pts. | PJ | G | E | P | GF | GC | Dif. | Clasificación |
| ---- | -------------- | ---- | -- | - | - | - | -- | -- | ---- | ------------- |
| 1    | Camerún (A)    | 16   | 6  | 5 | 1 | 0 | 14 | 2  | +12  | Tercera Ronda |
| 2    | Cabo Verde (E) | 9    | 6  | 3 | 0 | 3 | 7  | 8  | −1   |               |
| 3    | Tanzania (E)   | 8    | 6  | 2 | 2 | 2 | 9  | 6  | +3   |               |
| 4    | Mauricio (E)   | 1    | 6  | 0 | 1 | 5 | 3  | 17 | −14  |               |

 Fuente: 
| 31 de mayo de 2008 | Tanzania    | 1 – 1   | Mauricio      | Benjamin Mkapa National Stadium, Dar es Salaam, Tanzania |                                                     |
|                    | Mrwanda 70' | Reporte | Marquette 39' | Asistencia: 35 000 espectadores Árbitro(s): Marange      | Asistencia: 35 000 espectadores Árbitro(s): Marange |

| 31 de mayo de 2008 | Camerún                       | 2 – 0   | Cabo Verde | Stade Omnisports Ahmadou Ahidjo, Yaundé, Camerún    |                                                     |
|                    | R. Song 8' · Eto'o 56' (pen.) | Reporte |            | Asistencia: 20 000 espectadores Árbitro(s): Djaoupe | Asistencia: 20 000 espectadores Árbitro(s): Djaoupe |

| 7 de junio de 2008 | Cabo Verde  | 1 – 0   | Tanzania | Estádio da Várzea, Praia, Cabo Verde                |                                                     |
|                    | Babanco 73' | Reporte |          | Asistencia: 6000 espectadores Árbitro(s): El Achiri | Asistencia: 6000 espectadores Árbitro(s): El Achiri |

| 8 de junio de 2008 | Mauricio | 0 – 3   | Camerún                           | Stade George V, Curepipe, Mauricio                 |                                                    |
|                    |          | Reporte | Bikey 11' · Eto'o 27' · Bebbe 87' | Asistencia: 2400 espectadores Árbitro(s): De Sousa | Asistencia: 2400 espectadores Árbitro(s): De Sousa |

| 14 de junio de 2008 | Tanzania | 0 – 0   | Camerún | Benjamin Mkapa National Stadium, Dar es Salaam, Tanzania |                                                    |
|                     |          | Reporte |         | Asistencia: 55 000 espectadores Árbitro(s): Codjia       | Asistencia: 55 000 espectadores Árbitro(s): Codjia |

| 15 de junio de 2008 | Mauricio | 0 – 1   | Cabo Verde      | Stade George V, Curepipe, Mauricio              |                                                 |
|                     |          | Reporte | Dady 43' (pen.) | Asistencia: 1480 espectadores Árbitro(s): Kaoma | Asistencia: 1480 espectadores Árbitro(s): Kaoma |

| 21 de junio de 2008 | Camerún       | 2 – 1   | Tanzania    | Stade Omnisports Ahmadou Ahidjo, Yaundé, Camerún  |                                                   |
|                     | Eto'o 67' 89' | Reporte | Mrwanda 78' | Asistencia: 25 000 espectadores Árbitro(s): Mendy | Asistencia: 25 000 espectadores Árbitro(s): Mendy |

| 22 de junio de 2008 | Cabo Verde                   | 3 – 1   | Mauricio   | Estádio da Várzea, Praia, Cabo Verde                |                                                     |
|                     | Dady 45+1', 57' · Soares 76' | Reporte | Sophie 67' | Asistencia: 2850 espectadores Árbitro(s): Coulibaly | Asistencia: 2850 espectadores Árbitro(s): Coulibaly |

| 6 de septiembre de 2008 | Mauricio      | 1 – 4   | Tanzania                                    | Stade George V, Curepipe, Mauricio              |                                                 |
|                         | Marquette 13' | Reporte | Nsajigwa 12' · Khalfan 19' · Tegete 30' 34' | Asistencia: 103 espectadores Árbitro(s): Ndinya | Asistencia: 103 espectadores Árbitro(s): Ndinya |

| 6 de septiembre de 2008 | Cabo Verde | 1 – 2   | Camerún                | Estádio da Várzea, Praia, Cabo Verde               |                                                    |
|                         | Lito 39'   | Reporte | Emana 51' · Tchoyi 65' | Asistencia: 5000 espectadores Árbitro(s): Labrosse | Asistencia: 5000 espectadores Árbitro(s): Labrosse |

| 11 de octubre de 2008 | Tanzania                          | 3 – 1   | Cabo Verde | Benjamin Mkapa National Stadium, Dar es Salaam, Tanzania |                                                   |
|                       | Iddy 5' · Tegete 26' · Ngassa 74' | Reporte | Semedo 34' | Asistencia: 10 000 espectadores Árbitro(s): Damon        | Asistencia: 10 000 espectadores Árbitro(s): Damon |

| 11 de octubre de 2008 | Camerún                                               | 5 – 0   | Mauricio | Stade Omnisports Ahmadou Ahidjo, Yaundé, Camerún |                                                  |
|                       | Eto'o 26' 47' (pen.) · Meyong Ze 57' 73' · Makoun 71' | Reporte |          | Asistencia: 12 000 espectadores Árbitro(s): Ould | Asistencia: 12 000 espectadores Árbitro(s): Ould |

### Grupo 2
| Pos. | Equipo       | Pts. | PJ | G | E | P | GF | GC | Dif. | Clasificación |
| ---- | ------------ | ---- | -- | - | - | - | -- | -- | ---- | ------------- |
| 1    | Guinea (A)   | 11   | 6  | 3 | 2 | 1 | 9  | 5  | +4   | Tercera Ronda |
| 2    | Kenia (A)    | 10   | 6  | 3 | 1 | 2 | 8  | 5  | +3   | Tercera Ronda |
| 3    | Zimbabue (E) | 6    | 6  | 1 | 3 | 2 | 4  | 6  | −2   |               |
| 4    | Namibia (E)  | 6    | 6  | 2 | 0 | 4 | 7  | 12 | −5   |               |

 Fuente: 
Notas:
1. 1 2  El desempate entre Zimbabue and Namibia fue por la diferencia de goles

| 31 de mayo de 2008 | Namibia                  | 2 – 1   | Kenia       | Sam Nujoma Stadium, Windhoek, Namibia              |                                                    |
|                    | Risser 14' · Khaiseb 89' | Reporte | Makacha 40' | Asistencia: 6000 espectadores Árbitro(s): Ssegonga | Asistencia: 6000 espectadores Árbitro(s): Ssegonga |

| 1 de junio de 2008 | Guinea | 0 – 0   | Zimbabue | Stade 28 Septembre, Conakri, Guinea                  |                                                      |
|                    |        | Reporte |          | Asistencia: 12 000 espectadores Árbitro(s): Haimoudi | Asistencia: 12 000 espectadores Árbitro(s): Haimoudi |

| 7 de junio de 2008 | Kenia         | 2 – 0   | Guinea | Nyayo National Stadium, Nairobi, Kenia            |                                                   |
|                    | Oliech 3' 50' | Reporte |        | Asistencia: 35 000 espectadores Árbitro(s): Eyene | Asistencia: 35 000 espectadores Árbitro(s): Eyene |

| 8 de junio de 2008 | Zimbabue              | 2 – 0   | Namibia | Rufaro Stadium, Harare, Zimbabue                   |                                                    |
|                    | Mushangazhike 27' 68' | Reporte |         | Asistencia: 27 979 espectadores Árbitro(s): Lwanja | Asistencia: 27 979 espectadores Árbitro(s): Lwanja |

| 14 de junio de 2008 | Kenia                   | 2 – 0   | Zimbabwe | Nyayo National Stadium, Nairobi, Kenia             |                                                    |
|                     | Mariga 12' · Oliech 85' | Reporte |          | Asistencia: 27 500 espectadores Árbitro(s): Diatta | Asistencia: 27 500 espectadores Árbitro(s): Diatta |

| 14 de junio de 2008 | Namibia    | 1 – 2   | Guinea                           | Sam Nujoma Stadium, Windhoek, Namibia            |                                                  |
|                     | Bester 41' | Reporte | Is. Bangoura 25' · Feindouno 45' | Asistencia: 5000 espectadores Árbitro(s): Imiere | Asistencia: 5000 espectadores Árbitro(s): Imiere |

| 22 de junio de 2008 | Zimbabue | 0 – 0   | Kenia | Rufaro Stadium, Harare, Zimbabue                  |                                                   |
|                     |          | Reporte |       | Asistencia: 23 000 espectadores Árbitro(s): Kotey | Asistencia: 23 000 espectadores Árbitro(s): Kotey |

| 22 de junio de 2008 | Guinea                                   | 4 – 0   | Namibia | Stade 28 Septembre, Conakri, Guinea                  |                                                      |
|                     | Feindouno 32' · Is. Bangoura 36' 54' 58' | Reporte |         | Asistencia: 15 000 espectadores Árbitro(s): Monteiro | Asistencia: 15 000 espectadores Árbitro(s): Monteiro |

| 6 de septiembre de 2008 | Kenia            | 1 – 0   | Namibia | Moi International Sports Centre, Nairobi, Kenia         |                                                         |
|                         | Jamal 44' (pen.) | Reporte |         | Asistencia: 40 000 espectadores Árbitro(s): Hicuburundi | Asistencia: 40 000 espectadores Árbitro(s): Hicuburundi |

| 7 de septiembre de 2008 | Zimbabwe | 0 – 0   | Guinea | Rufaro Stadium, Harare                            |                                                   |
|                         |          | Reporte |        | Asistencia: 23 000 espectadores Árbitro(s): Evehe | Asistencia: 23 000 espectadores Árbitro(s): Evehe |

| 11 de octubre de 2008 | Namibia                                    | 4 – 2   | Zimbabue                    | Sam Nujoma Stadium, Windhoek                        |                                                     |
|                       | Risser 20' 49' · Bester 32' · Shipanga 44' | Reporte | Nyandoro 51' · Malajila 83' | Asistencia: 4000 espectadores Árbitro(s): Coulibaly | Asistencia: 4000 espectadores Árbitro(s): Coulibaly |

| 12 de octubre de 2008 | Guinea                                   | 3 – 2   | Kenia                   | Stade 28 Septembre, Conakri, Guinea                 |                                                     |
|                       | Is. Bangoura 31' · Bah 51' · Zayatte 80' | Reporte | Ouma 70' · Oliech 90+3' | Asistencia: 16 400 espectadores Árbitro(s): Maillet | Asistencia: 16 400 espectadores Árbitro(s): Maillet |

### Grupo 3
| Pos. | Equipo     | Pts. | PJ | G | E | P | GF | GC | Dif. | Clasificación |
| ---- | ---------- | ---- | -- | - | - | - | -- | -- | ---- | ------------- |
| 1    | Benín (A)  | 12   | 6  | 4 | 0 | 2 | 12 | 8  | +4   | Tercera Ronda |
| 2    | Angola (E) | 10   | 6  | 3 | 1 | 2 | 11 | 8  | +3   |               |
| 3    | Uganda (E) | 10   | 6  | 3 | 1 | 2 | 8  | 9  | −1   |               |
| 4    | Níger (E)  | 3    | 6  | 1 | 0 | 5 | 5  | 11 | −6   |               |

 Fuente: 
Notas:
1. 1 2  Angola superó a Uganda por diferencia de goles.

| 31 de mayo de 2008 | Uganda      | 1 – 0   | Níger | Nelson Mandela National Stadium, Kampala, Uganda  |                                                   |
|                    | Sekagya 56' | Reporte |       | Asistencia: 25 000 espectadores Árbitro(s): Evehe | Asistencia: 25 000 espectadores Árbitro(s): Evehe |

| 1 de junio de 2008 | Angola                              | 3 – 0   | Benín | Estádio dos Coqueiros, Luanda, Angola           |                                                 |
|                    | Flávio 60' · Job 78' · Mendonça 84' | Reporte |       | Asistencia: 6000 espectadores Árbitro(s): Damon | Asistencia: 6000 espectadores Árbitro(s): Damon |

| 8 de junio de 2008 | Benín                                                | 4 – 1   | Uganda      | Stade de l'Amitié, Cotonú, Benín                    |                                                     |
|                    | Omotoyossi 15' 86' · O. Tchomogo 17' · Sessègnon 69' | Reporte | Ssepuuya 8' | Asistencia: 10 200 espectadores Árbitro(s): Karembe | Asistencia: 10 200 espectadores Árbitro(s): Karembe |

| 8 de junio de 2008 | Níger       | 1 – 2   | Angola                      | Stade Général Seyni Kountché, Niamey, Níger        |                                                    |
|                    | Alassane 3' | Reporte | Flávio 29' · Yamba Asha 72' | Asistencia: 23 000 espectadores Árbitro(s): Jedidi | Asistencia: 23 000 espectadores Árbitro(s): Jedidi |

| 14 de junio de 2008 | Uganda                                     | 3 – 1   | Angola        | Nelson Mandela National Stadium, Kampala, Uganda    |                                                     |
|                     | Ssepuuya 7' · Batabaire 19' · Wagaluka 75' | Reporte | Mantorras 90' | Asistencia: 20 000 espectadores Árbitro(s): Maillet | Asistencia: 20 000 espectadores Árbitro(s): Maillet |

| 14 de junio de 2008 | Níger | 0 – 2   | Benín                            | Stade Général Seyni Kountché, Niamey, Níger        |                                                    |
|                     |       | Reporte | S. Tchomogo 59' · Omotoyossi 65' | Asistencia: 5000 espectadores Árbitro(s): Haimoudi | Asistencia: 5000 espectadores Árbitro(s): Haimoudi |

| 22 de junio de 2008 | Benín                           | 2 – 0   | Niger | Stade de l'Amitié, Cotonú, Benín                      |                                                       |
|                     | Ahouéya 45' · Anicet 53' (a.g.) | Reporte |       | Asistencia: 25 000 espectadores Árbitro(s): Niyongabo | Asistencia: 25 000 espectadores Árbitro(s): Niyongabo |

| 23 de junio de 2008 | Angola | 0 – 0   | Uganda | Estádio dos Coqueiros, Luanda, Angola          |                                                |
| |        | Reporte |        | Asistencia: 7500 espectadores Árbitro(s): Mana | Asistencia: 7500 espectadores Árbitro(s): Mana |
| El partido originalmente estaba programado para jugarse el 22 de junio, pero fue pospuesto debido al retraso del vuelo en el que viajaban los árbitros del partido. |        |         |        |                                                |                                                |

| 7 de septiembre de 2008 | Benín                          | 3 – 2   | Angola                | Stade de l'Amitié, Cotonú, Benín                    |                                                     |
|                         | Adénon 2' · Omotoyossi 52' 66' | Reporte | Flávio 12' · Locó 78' | Asistencia: 30 000 espectadores Árbitro(s): Benouza | Asistencia: 30 000 espectadores Árbitro(s): Benouza |

| 7 de septiembre de 2008 | Níger                          | 3 – 1   | Uganda   | Stade Général Seyni Kountché, Niamey, Níger       |                                                   |
|                         | Issoufou 68' 85' · Kamilou 87' | Reporte | Obua 33' | Asistencia: 5000 espectadores Árbitro(s): Lamptey | Asistencia: 5000 espectadores Árbitro(s): Lamptey |

| 12 de octubre de 2008 | Uganda        | 2 – 1   | Benín          | Nelson Mandela National Stadium, Kampala, Uganda      |                                                       |
|                       | Massa 50' 53' | Reporte | Omotoyossi 30' | Asistencia: 2913 espectadores Árbitro(s): Abdel-Fatah | Asistencia: 2913 espectadores Árbitro(s): Abdel-Fatah |

| 12 de octubre de 2008 | Angola                                            | 3 – 1   | Niger      | Estádio dos Coqueiros, Luanda, Angola              |                                                    |
|                       | Daouda 53' (a.g.) · Gilberto 68' · Zé Kalanga 73' | Reporte | Mallam 20' | Asistencia: 3200 espectadores Árbitro(s): Gasingwa | Asistencia: 3200 espectadores Árbitro(s): Gasingwa |

### Grupo 4
| Pos. | Equipo                | Pts. | PJ | G | E | P | GF | GC | Dif. | Clasificación |
| ---- | --------------------- | ---- | -- | - | - | - | -- | -- | ---- | ------------- |
| 1    | Nigeria (A)           | 18   | 6  | 6 | 0 | 0 | 11 | 1  | +10  | Tercera Ronda |
| 2    | Sudáfrica (E)         | 7    | 6  | 2 | 1 | 3 | 5  | 5  | 0    |               |
| 3    | Sierra Leona (E)      | 7    | 6  | 2 | 1 | 3 | 4  | 8  | −4   |               |
| 4    | Guinea Ecuatorial (E) | 3    | 6  | 1 | 0 | 5 | 4  | 10 | −6   |               |

 Fuente: 
Notas:
1. 1 2  Sudáfrica superó a Sierra Leona por diferencia de goles.

| 1 de junio de 2008 | Guinea Ecuatorial      | 2 – 0   | Sierra Leona | Nuevo Estadio de Malabo, Malabo, Guinea Ecuatorial |                                                    |
|                    | Ronan 47' · Epitié 57' | Reporte |              | Asistencia: 13 000 espectadores Árbitro(s): Codjia | Asistencia: 13 000 espectadores Árbitro(s): Codjia |

| 1 de junio de 2008 | Nigeria                  | 2 – 0   | Sudáfrica | Abuja Stadium, Abuya, Nigeria                         |                                                       |
|                    | Uche 10' · Nwaneri 45+1' | Reporte |           | Asistencia: 50 000 espectadores Árbitro(s): Coulibaly | Asistencia: 50 000 espectadores Árbitro(s): Coulibaly |

| 7 de junio de 2008 | Sudáfrica                                    | 4 – 1   | Guinea Ecuatorial  | Atteridgeville Super Stadium, Pretoria, Sudáfrica |                                                   |
|                    | Dikgacoi 9' 90+3' · Moriri 33' · Fanteni 62' | Reporte | Juvenal 78' (pen.) | Asistencia: 10 000 espectadores Árbitro(s): Diouf | Asistencia: 10 000 espectadores Árbitro(s): Diouf |

| 7 de junio de 2008 | Sierra Leona | 0 – 1   | Nigeria  | National Stadium, Freetown, Sierra Leona          |                                                   |
|                    |              | Reporte | Yobo 88' | Asistencia: 25 000 espectadores Árbitro(s): Korti | Asistencia: 25 000 espectadores Árbitro(s): Korti |

| 14 de junio de 2008 | Sierra Leona      | 1 – 0   | Sudáfrica | National Stadium, Freetown, Sierra Leona         |                                                  |
|                     | Kallon 22' (pen.) | Reporte |           | Asistencia: 15 000 espectadores Árbitro(s): Pare | Asistencia: 15 000 espectadores Árbitro(s): Pare |

| 15 de junio de 2008 | Guinea Ecuatorial | 0 – 1   | Nigeria | Nuevo Estadio de Malabo, Malabo, Guinea Ecuatorial |                                                   |
|                     |                   | Reporte | Yobo 5' | Asistencia: 15 200 espectadores Árbitro(s): Mendy  | Asistencia: 15 200 espectadores Árbitro(s): Mendy |

| 21 de junio de 2008 | Sudáfrica | 0 – 0   | Sierra Leona | Atteridgeville Super Stadium, Pretoria, Sudáfrica |                                                   |
|                     |           | Reporte |              | Asistencia: 12 000 espectadores Árbitro(s): Evehe | Asistencia: 12 000 espectadores Árbitro(s): Evehe |

| 21 de junio de 2008 | Nigeria                  | 2 – 0   | Guinea Ecuatorial | Abuja Stadium, Abuya, Nigeria                      |                                                    |
|                     | Yakubu 45' · I. Uche 84' | Reporte |                   | Asistencia: 20 000 espectadores Árbitro(s): Ambaya | Asistencia: 20 000 espectadores Árbitro(s): Ambaya |

| 6 de septiembre de 2008 | Sudáfrica | 0 – 1   | Nigeria     | Telkom Park, Port Elizabeth, Sudáfrica             |                                                    |
|                         |           | Reporte | I. Uche 71' | Asistencia: 25 000 espectadores Árbitro(s): Lwanja | Asistencia: 25 000 espectadores Árbitro(s): Lwanja |

| 6 de septiembre de 2008 | Sierra Leona          | 2 – 1   | Guinea Ecuatorial | National Stadium, Freetown, Sierra Leona         |                                                  |
|                         | Conteh 30' · Suma 73' | Reporte | Bodipo 83' (pen.) | Asistencia: 22 000 espectadores Árbitro(s): Doue | Asistencia: 22 000 espectadores Árbitro(s): Doue |

| 11 de octubre de 2008 | Guinea Ecuatorial | 0 – 1   | Sudáfrica     | Nuevo Estadio de Malabo, Malabo, Guinea Ecuatorial |                                                   |
|                       |                   | Reporte | Tshabalala 9' | Asistencia: 6500 espectadores Árbitro(s): Djaoupe  | Asistencia: 6500 espectadores Árbitro(s): Djaoupe |

| 11 de octubre de 2008 | Nigeria                                             | 4 – 1   | Sierra Leona    | Abuja Stadium, Abuya, Nigeria                     |                                                   |
|                       | Obodo 21' · Obinna 35' · Odemwingie 45' · Odiah 51' | Reporte | Yobo 32' (a.g.) | Asistencia: 20 000 espectadores Árbitro(s): Kaoma | Asistencia: 20 000 espectadores Árbitro(s): Kaoma |

### Grupo 5
| Pos. | Equipo     | Pts. | PJ | G | E | P | GF | GC | Dif. | Clasificación |
| ---- | ---------- | ---- | -- | - | - | - | -- | -- | ---- | ------------- |
| 1    | Ghana (A)  | 12   | 6  | 4 | 0 | 2 | 11 | 5  | +6   | Tercera Ronda |
| 2    | Gabón (A)  | 12   | 6  | 4 | 0 | 2 | 8  | 3  | +5   | Tercera Ronda |
| 3    | Libia (E)  | 12   | 6  | 4 | 0 | 2 | 7  | 4  | +3   |               |
| 4    | Lesoto (E) | 0    | 6  | 0 | 0 | 6 | 2  | 16 | −14  |               |

 Fuente: 
Notas:
1. 1 2 3  Ghana, Gabon y Libia fueron ubicados por la diferencia de goles.

| 1 de junio de 2008 | Ghana                                | 3 – 0   | Libia | Baba Yara Stadium, Kumasi, Ghana                    |                                                     |
|                    | Tagoe 16' · Agogo 55' · Kingston 67' | Reporte |       | Asistencia: 31 000 espectadores Árbitro(s): Maillet | Asistencia: 31 000 espectadores Árbitro(s): Maillet |

| 7 de junio de 2008 | Libia                  | 1 – 0   | Gabón | 11 June Stadium, Trípoli, Libia |                                 |
|                    | Ecuele Manga 5' (a.g.) | Reporte |       | Asistencia: 30 000 espectadores | Asistencia: 30 000 espectadores |

| 8 de junio de 2008                                       | Lesoto                   | 2 – 3           | Ghana                        | Seisa Ramabodu Stadium, Bloemfontein, Sudáfrica      |                                                      |
|                                                          | Muso 90+1' · Seema 90+2' | Report Reporte] | Kingston 15' · Agogo 42' 62' | Asistencia: 19 000 espectadores Árbitro(s): Gasingwa | Asistencia: 19 000 espectadores Árbitro(s): Gasingwa |
| Lesoto decidió jugar sus partidos de local en Sudáfrica. |                          |                 |                              |                                                      |                                                      |

| 14 de junio de 2008 | Gabón                  | 2 – 0   | Ghana | Stade Omar Bongo, Libreville, Gabón                 |                                                     |
|                     | Méyé 42' · N'Guéma 66' | Reporte |       | Asistencia: 39 000 espectadores Árbitro(s): Benouza | Asistencia: 39 000 espectadores Árbitro(s): Benouza |

| 15 de junio de 2008 | Lesoto | 0 – 1   | Libia     | Seisa Ramabodu Stadium, Bloemfontein, Sudáfrica   |                                                   |
|                     |        | Reporte | Osman 81' | Asistencia: 9000 espectadores Árbitro(s): Marange | Asistencia: 9000 espectadores Árbitro(s): Marange |

| 20 de junio de 2008 | Libia                                                   | 4 – 0   | Lesoto | 11 June Stadium, Trípoli, Libia                      |                                                      |
|                     | Al Fazzani 4' · Daoud 50' · Al Shibani 69' · Shaban 81' | Reporte |        | Asistencia: 30 000 espectadores Árbitro(s): Trabelsi | Asistencia: 30 000 espectadores Árbitro(s): Trabelsi |

| 22 de junio de 2008 | Ghana                   | 2 – 0   | Gabón | Ohene Djan Stadium, Acra, Ghana                   |                                                   |
|                     | Tagoe 30' · Muntari 78' | Reporte |       | Asistencia: 29 040 espectadores Árbitro(s): Damon | Asistencia: 29 040 espectadores Árbitro(s): Damon |

| 28 de junio de 2008 | Gabón                | 2 – 0           | Lesoto | Stade Omar Bongo, Libreville, Gabón               |                                                   |
| | Do Marcolino 42' 65' | Report Reporte] |        | Asistencia: 15 000 espectadores Árbitro(s): Mendy | Asistencia: 15 000 espectadores Árbitro(s): Mendy |
| El partido originalmente se iba a jugar el 31 de mayo pero fue pospuesto luego de que Lesoto no pudo llegar por un ataque a los controladores del tráfico aéreo de Gabón. |                      |                 |        |                                                   |                                                   |

| 5 de septiembre de 2008 | Libia     | 1 – 0   | Ghana | 11 June Stadium, Trípoli, Libia                       |                                                       |
|                         | Osman 84' | Reporte |       | Asistencia: 45 000 espectadores Árbitro(s): Coulibaly | Asistencia: 45 000 espectadores Árbitro(s): Coulibaly |

| 7 de septiembre de 2008 | Lesoto | 0 – 3   | Gabón                                          | Seisa Ramabodu Stadium, Bloemfontein, Sudáfrica       |                                                       |
|                         |        | Reporte | Ecuele Manga 56' · Méyé 72' · Mbanangoyé 90+4' | Asistencia: 1500 espectadores Árbitro(s): Abdel-Fatah | Asistencia: 1500 espectadores Árbitro(s): Abdel-Fatah |

| 11 de octubre de 2008 | Gabón          | 1 – 0   | Libia | Stade Omar Bongo, Libreville, Gabón                 |                                                     |
|                       | Mbanangoyé 82' | Reporte |       | Asistencia: 25 000 espectadores Árbitro(s): Bennett | Asistencia: 25 000 espectadores Árbitro(s): Bennett |

| 11 de octubre de 2008 | Ghana                              | 3 – 0   | Lesoto | Sekondi Stadium, Sekondi-Takoradi, Ghana                 |                                                          |
|                       | Appiah 19' · Agogo 24' · Amoah 67' | Reporte |        | Asistencia: 20 000 espectadores Árbitro(s): Abdel Rahman | Asistencia: 20 000 espectadores Árbitro(s): Abdel Rahman |

### Grupo 6
| Pos. | Equipo      | Pts. | PJ | G | E | P | GF | GC | Dif. | Clasificación |
| ---- | ----------- | ---- | -- | - | - | - | -- | -- | ---- | ------------- |
| 1    | Argelia (A) | 10   | 6  | 3 | 1 | 2 | 7  | 4  | +3   | Tercera Ronda |
| 2    | Gambia (E)  | 9    | 6  | 2 | 3 | 1 | 6  | 3  | +3   |               |
| 3    | Senegal (E) | 9    | 6  | 2 | 3 | 1 | 9  | 7  | +2   |               |
| 4    | Liberia (E) | 3    | 6  | 0 | 3 | 3 | 4  | 12 | −8   |               |

 Fuente: 
Notas:
1. 1 2  Gambia superó a Senegal por diferencia de goles.

| 31 de mayo de 2008 | Senegal  | 1 – 0   | Argelia | Stade Leopold Senghor, Dakar, Senegal             |                                                   |
|                    | Faye 79' | Reporte |         | Asistencia: 55 000 espectadores Árbitro(s): Kotey | Asistencia: 55 000 espectadores Árbitro(s): Kotey |

| 1 de junio de 2008                                                                             | Liberia   | 1 – 1   | Gambia    | National Complex, Monrovia, Liberia               |                                                   |
|                                                                                                | Makor 85' | Reporte | Jarju 17' | Asistencia: 20 000 espectadores Árbitro(s): Keita | Asistencia: 20 000 espectadores Árbitro(s): Keita |
| Ocho personas, todas jóvenes, murieron al ser aplastadas antes del partido afuera del estadio. |           |         |           |                                                   |                                                   |

| 6 de junio de 2008 | Argelia                             | 3 – 0   | Liberia | Stade Mustapha Tchaker, Blida, Argelia           |                                                  |
|                    | Djebbour 14' · Ziani 18' 46' (pen.) | Reporte |         | Asistencia: 22 000 espectadores Árbitro(s): Ould | Asistencia: 22 000 espectadores Árbitro(s): Ould |

| 8 de junio de 2008 | Gambia | 0 – 0   | Senegal | Independence Stadium, Bakau, Gambia               |                                                   |
|                    |        | Reporte |         | Asistencia: 24 500 espectadores Árbitro(s): Ncobo | Asistencia: 24 500 espectadores Árbitro(s): Ncobo |

| 14 de junio de 2008 | Gambia            | 1 – 0   | Argelia | Independence Stadium, Bakau, Gambia                   |                                                       |
|                     | Jaiteh 19' (pen.) | Reporte |         | Asistencia: 18 000 espectadores Árbitro(s): Coulibaly | Asistencia: 18 000 espectadores Árbitro(s): Coulibaly |

| 15 de junio de 2008 | Liberia                  | 2 – 2   | Senegal               | National Complex, Monrovia, Liberia                 |                                                     |
|                     | Williams 78' · Makor 88' | Reporte | Diouf 47' · Gueye 55' | Asistencia: 25 000 espectadores Árbitro(s): Djaoupe | Asistencia: 25 000 espectadores Árbitro(s): Djaoupe |

| 20 de junio de 2008 | Argelia   | 1 – 0   | Gambia | Stade Mustapha Tchaker, Blida, Argelia            |                                                   |
|                     | Yahia 33' | Reporte |        | Asistencia: 24 000 espectadores Árbitro(s): Ndume | Asistencia: 24 000 espectadores Árbitro(s): Ndume |

| 21 de junio de 2008 | Senegal                              | 3 – 1   | Liberia     | Stade Leopold Senghor, Dakar, Senegal               |                                                     |
|                     | Sonko 8' · Diouf 32' · H. Camara 65' | Reporte | Krangar 89' | Asistencia: 40 000 espectadores Árbitro(s): Chaibou | Asistencia: 40 000 espectadores Árbitro(s): Chaibou |

| 5 de septiembre de 2008 | Argelia                                         | 3 – 2   | Senegal | Stade Mustapha Tchaker, Blida, Argelia              |                                                     |
|                         | Cheikh Gueye 60' (a.g.) · Saïfi 67' · Yahia 73' | Reporte |         | Asistencia: 25 000 espectadores Árbitro(s): Maillet | Asistencia: 25 000 espectadores Árbitro(s): Maillet |

| 6 de septiembre de 2008 | Gambia                     | 3 – 0   | Liberia | Independence Stadium, Bakau, Gambia                |                                                    |
|                         | Demba 10' 80' · Jallow 26' | Reporte |         | Asistencia: 10 000 espectadores Árbitro(s): Ambaya | Asistencia: 10 000 espectadores Árbitro(s): Ambaya |

| 11 de octubre de 2008 | Liberia | 0 – 0   | Argelia | National Complex, Monrovia, Liberia            |                                                |
|                       |         | Reporte |         | Asistencia: 2000 espectadores Árbitro(s): Auda | Asistencia: 2000 espectadores Árbitro(s): Auda |

| 11 de octubre de 2008 | Senegal     | 1 – 1   | Gambia     | Stade Leopold Senghor, Dakar, Senegal                 |                                                       |
|                       | Mangane 67' | Reporte | Jaiteh 87' | Asistencia: 50 000 espectadores Árbitro(s): Bennaceur | Asistencia: 50 000 espectadores Árbitro(s): Bennaceur |

### Grupo 7
| Pos. | Equipo              | Pts. | PJ | G | E | P | GF | GC | Dif. | Clasificación |
| ---- | ------------------- | ---- | -- | - | - | - | -- | -- | ---- | ------------- |
| 1    | Costa de Marfil (A) | 12   | 6  | 3 | 3 | 0 | 10 | 2  | +8   | Tercera Ronda |
| 2    | Mozambique (A)      | 8    | 6  | 2 | 2 | 2 | 7  | 5  | +2   | Tercera Ronda |
| 3    | Madagascar (E)      | 6    | 6  | 1 | 3 | 2 | 2  | 7  | −5   |               |
| 4    | Botsuana (E)        | 5    | 6  | 1 | 2 | 3 | 3  | 8  | −5   |               |

 Fuente: 
| 31 de mayo de 2008 | Botsuana | 0 – 0   | Madagascar | Botswana National Stadium, Gaborone, Botsuana     |                                                   |
|                    |          | Reporte |            | Asistencia: 11 087 espectadores Árbitro(s): Kaoma | Asistencia: 11 087 espectadores Árbitro(s): Kaoma |

| 1 de junio de 2008 | Costa de Marfil | 1 – 0   | Mozambique | Stade Félix Houphouët-Boigny, Abiyán, Costa de Marfil |                                                  |
|                    | Cissé 75'       | Reporte |            | Asistencia: 20 000 espectadores Árbitro(s): Auda      | Asistencia: 20 000 espectadores Árbitro(s): Auda |

| 8 de junio de 2008 | Madagascar | 0 – 0   | Costa de Marfil | Mahamasina Municipal Stadium, Antananarivo, Madagascar |                                                      |
|                    |            | Reporte |                 | Asistencia: 15 000 espectadores Árbitro(s): Labrosse   | Asistencia: 15 000 espectadores Árbitro(s): Labrosse |

| 8 de junio de 2008 | Mozambique | 1 – 2   | Botsuana                   | Estádio da Machava, Maputo, Suazilandia             |                                                     |
|                    | Lobo 60'   | Reporte | Selolwane 20' · Mafoko 80' | Asistencia: 30 000 espectadores Árbitro(s): Fakudze | Asistencia: 30 000 espectadores Árbitro(s): Fakudze |

| 14 de junio de 2008 | Botsuana      | 1 – 1   | Costa de Marfil | Botswana National Stadium, Gaborone, Botsuana        |                                                      |
|                     | Selolwane 25' | Reporte | Akalé 64'       | Asistencia: 21 400 espectadores Árbitro(s): Ssegonga | Asistencia: 21 400 espectadores Árbitro(s): Ssegonga |

| 15 de junio de 2008 | Madagascar           | 1 – 1   | Mozambique | Mahamasina Municipal Stadium, Antananarivo, Madagascar |                                                     |
|                     | Mamihasindrahona 90' | Reporte | Dário 33'  | Asistencia: 15 501 espectadores Árbitro(s): Ebrahim    | Asistencia: 15 501 espectadores Árbitro(s): Ebrahim |

| 22 de junio de 2008 | Mozambique                                   | 3 – 0   | Madagascar | Estádio da Machava, Maputo, Mozambique              |                                                     |
|                     | Tico-Tico 23' · Carlitos 62' · Domingues 63' | Reporte |            | Asistencia: 20 000 espectadores Árbitro(s): Maillet | Asistencia: 20 000 espectadores Árbitro(s): Maillet |

| 22 de junio de 2008 | Costa de Marfil                         | 4 – 0   | Botsuana | Stade Félix Houphouët-Boigny, Abiyán, Costa de Marfil |                                                       |
|                     | Sanogo 16' · Zokora 21' · Cissé 46' 70' | Reporte |          | Asistencia: 15 000 espectadores Árbitro(s): Bennaceur | Asistencia: 15 000 espectadores Árbitro(s): Bennaceur |

| 7 de septiembre de 2008 | Madagascar        | 1 – 0   | Botsuana | Mahamasina Municipal Stadium, Antananarivo, Madagascar |                                                     |
|                         | Rabemananjara 18' | Reporte |          | Asistencia: 20 000 espectadores Árbitro(s): Sechurn    | Asistencia: 20 000 espectadores Árbitro(s): Sechurn |

| 7 de septiembre de 2008 | Mozambique | 1 – 1   | Costa de Marfil | Estádio da Machava, Maputo, Mozambique                |                                                       |
|                         | Miro 52'   | Reporte | B. Koné 48'     | Asistencia: 35 000 espectadores Árbitro(s): El Achiri | Asistencia: 35 000 espectadores Árbitro(s): El Achiri |

| 11 de octubre de 2008 | Botsuana | 0 – 1   | Mozambique | Botswana National Stadium, Gaborone, Botsuana  |                                                |
|                       |          | Reporte | Genito 6'  | Asistencia: 2000 espectadores Árbitro(s): Seck | Asistencia: 2000 espectadores Árbitro(s): Seck |

| 11 de octubre de 2008 | Costa de Marfil                   | 3 – 0   | Madagascar | Stade Félix Houphouët-Boigny, Abiyán, Costa de Marfil |                                                     |
|                       | Sanogo 42' 55' · Kalou 66' (pen.) | Reporte |            | Asistencia: 24 000 espectadores Árbitro(s): Benouza   | Asistencia: 24 000 espectadores Árbitro(s): Benouza |

### Grupo 8
| Pos. | Equipo         | Pts. | PJ | G | E | P | GF | GC | Dif. | Clasificación |
| ---- | -------------- | ---- | -- | - | - | - | -- | -- | ---- | ------------- |
| 1    | Marruecos (A)  | 9    | 4  | 3 | 0 | 1 | 11 | 5  | +6   | Tercera Ronda |
| 2    | Ruanda (A)     | 9    | 4  | 3 | 0 | 1 | 7  | 3  | +4   | Tercera Ronda |
| 3    | Mauritania (E) | 0    | 4  | 0 | 0 | 4 | 2  | 12 | −10  |               |

 Fuente: 
Notas:
1. 1 2  Marruecos superó a Ruanda por diferencia de goles entre sí.

Etiopía fue excluido del torneo el 12 de septiembre de 2008 luego de que la FIFA suspendiera a la Ethiopian Football Federation, todos sus resultados fueron anulados.
| 31 de mayo de 2008 | Ruanda                                        | 3 – 0   | Mauritania | Stade Régional Nyamirambo, Kigali, Ruanda        |                                                  |
|                    | Karekezi 15' · Makasi 60' (pen.) · Bokota 75' | Reporte |            | Asistencia: 12 000 espectadores Árbitro(s): Doue | Asistencia: 12 000 espectadores Árbitro(s): Doue |

| 31 de mayo de 2008 | Marruecos                                      | Anulado (3 – 0) | Etiopía | Stade Mohammed V, Casablanca, Marruecos          |                                                  |
|                    | Benjelloun 4' · Aboucherouane 12' · Kharja 86' | Reporte         |         | Asistencia: 5000 espectadores Árbitro(s): Diatta | Asistencia: 5000 espectadores Árbitro(s): Diatta |

| 7 de junio de 2008 | Mauritania          | 1 – 4   | Marruecos                                             | Stade Nacional, Nuakchot, Mauritania              |                                                   |
|                    | Da Silva 82' (pen.) | Reporte | Sektioui 8' · Benjelloun 36' · Safri 59' · Kharja 79' | Asistencia: 9500 espectadores Árbitro(s): Lamptey | Asistencia: 9500 espectadores Árbitro(s): Lamptey |

| 8 de junio de 2008 | Etiopía    | Anulado (1 – 2) | Ruanda         | Addis Ababa Stadium, Addis Ababa, Etiopía          |                                                    |
|                    | Tafese 47' | Reporte         | Makasi 66' 89' | Asistencia: 18 000 espectadores Árbitro(s): Ndinya | Asistencia: 18 000 espectadores Árbitro(s): Ndinya |

| 13 de junio de 2008 | Mauritania | Anulado (0 – 1) | Etiopía       | Stade Nacional, Nuakchot, Mauritania             |                                                  |
|                     |            | Reporte         | Saladin 90+2' | Asistencia: 5000 espectadores Árbitro(s): Ambaya | Asistencia: 5000 espectadores Árbitro(s): Ambaya |

| 14 de junio de 2008 | Ruanda                                 | 3 – 1   | Marruecos | Stade Régional Nyamirambo, Kigali, Ruanda         |                                                   |
|                     | Makasi 14' · Bokota 58' · Karekezi 90' | Reporte | Safri 80' | Asistencia: 12 000 espectadores Árbitro(s): Evehe | Asistencia: 12 000 espectadores Árbitro(s): Evehe |

| 21 de junio de 2008 | Marruecos                      | 2 – 0   | Ruanda | Stade Mohammed V, Casablanca, Marruecos           |                                                   |
|                     | Safri 11' (pen.) · El Zhar 49' | Reporte |        | Asistencia: 2500 espectadores Árbitro(s): Benouza | Asistencia: 2500 espectadores Árbitro(s): Benouza |

| 22 de junio de 2008 | Etiopía                                                          | Anulado (6 – 1) | Mauritania | Addis Ababa Stadium, Addis Ababa, Etiopía        |                                                  |
|                     | Tefera 41' (pen.) 89' · Nigussie 55' 63' · Mesud 83' · Adane 90' | Reporte         | Ely 44'    | Asistencia: 3000 espectadores Árbitro(s): Lwanja | Asistencia: 3000 espectadores Árbitro(s): Lwanja |

| 6 de septiembre de 2008 | Mauritania | 0 – 1   | Ruanda   | Stade Nacional, Nuakchot, Mauritania                |                                                     |
|                         |            | Reporte | Bobo 81' | Asistencia: 1000 espectadores Árbitro(s): Bennaceur | Asistencia: 1000 espectadores Árbitro(s): Bennaceur |

| 11 de octubre de 2008 | Marruecos                                      | 4 – 1   | Mauritania  | Stade Moulay Abdellah, Rabat, Marruecos             |                                                     |
|                       | Safri 35' (pen.) · Hadji 56' 60' · Zemmama 66' | Reporte | Teguedi 68' | Asistencia: 1472 espectadores Árbitro(s): Aboubakar | Asistencia: 1472 espectadores Árbitro(s): Aboubakar |

### Grupo 9
| Pos. | Equipo           | Pts. | PJ | G | E | P | GF | GC | Dif. | Clasificación |
| ---- | ---------------- | ---- | -- | - | - | - | -- | -- | ---- | ------------- |
| 1    | Burkina Faso (A) | 16   | 6  | 5 | 1 | 0 | 14 | 5  | +9   | Tercera Ronda |
| 2    | Túnez (A)        | 13   | 6  | 4 | 1 | 1 | 11 | 3  | +8   | Tercera Ronda |
| 3    | Burundi (E)      | 6    | 6  | 2 | 0 | 4 | 5  | 9  | −4   |               |
| 4    | Seychelles (E)   | 0    | 6  | 0 | 0 | 6 | 4  | 17 | −13  |               |

 Fuente: 
| 1 de junio de 2008 | Burundi          | 1 – 0   | Seychelles | Prince Louis Rwagasore Stadium, Buyumbura, Burundi |                                                  |
|                    | S. Ndikumana 81' | Reporte |            | Asistencia: 4000 espectadores Árbitro(s): Imiere   | Asistencia: 4000 espectadores Árbitro(s): Imiere |

| 1 de junio de 2008 | Túnez      | 1 – 2   | Burkina Faso | Stade 7 November, Rades, Túnez                     |                                                    |
|                    | Belaid 38' | Reporte | Koné 85' 87' | Asistencia: 15 000 espectadores Árbitro(s): Ambaya | Asistencia: 15 000 espectadores Árbitro(s): Ambaya |

| 7 de junio de 2008 | Seychelles | 0 – 2   | Túnez                     | Stade Linité, Victoria, Seychelles               |                                                  |
|                    |            | Reporte | Jemâa 10' · Ben Saada 43' | Asistencia: 2033 espectadores Árbitro(s): Faduco | Asistencia: 2033 espectadores Árbitro(s): Faduco |

| 7 de junio de 2008 | Burkina Faso   | 2 – 0   | Burundi | Stade du 4 Août, Uagadugú, Burkina Faso           |                                                   |
|                    | Dagano 25' 47' | Reporte |         | Asistencia: 10 000 espectadores Árbitro(s): Ndume | Asistencia: 10 000 espectadores Árbitro(s): Ndume |

| 14 de junio de 2008 | Seychelles                 | 2 – 3   | Burkina Faso       | Stade Linité, Victoria, Seychelles                 |                                                    |
|                     | Zialor 46' · Annacoura 52' | Reporte | Dagano 26' 55' 78' | Asistencia: 1000 espectadores Árbitro(s): Seechurn | Asistencia: 1000 espectadores Árbitro(s): Seechurn |

| 15 de junio de 2008 | Burundi | 0 – 1   | Túnez     | Prince Louis Rwagasore Stadium, Buyumbura, Burundi |                                                 |
|                     |         | Reporte | Jaïdi 66' | Asistencia: 7000 espectadores Árbitro(s): Damon    | Asistencia: 7000 espectadores Árbitro(s): Damon |

| 21 de junio de 2008 | Burkina Faso                         | 4 – 1   | Seychelles   | Stade du 4 Août, Uagadugú, Burkina Faso             |                                                     |
|                     | Kaboré 20' · Kéré 29' 64' · Koné 89' | Reporte | St. Ange 44' | Asistencia: 12 500 espectadores Árbitro(s): Lamptey | Asistencia: 12 500 espectadores Árbitro(s): Lamptey |

| 21 de junio de 2008 | Túnez                            | 2 – 1   | Burundi         | Stade 7 November, Rades, Túnez                   |                                                  |
|                     | Ben Saada 30' (pen.) · Jemâa 44' | Reporte | Mbazumutima 45' | Asistencia: 6000 espectadores Árbitro(s): Younis | Asistencia: 6000 espectadores Árbitro(s): Younis |

| 6 de septiembre de 2008 | Seychelles | 1 – 2   | Burundi                        | Stade Linité, Victoria, Seychelles                |                                                   |
|                         | Zialor 63' | Reporte | Mbazumutima 27' · Nahimana 64' | Asistencia: 3000 espectadores Árbitro(s): Djaoupe | Asistencia: 3000 espectadores Árbitro(s): Djaoupe |

| 6 de septiembre de 2008 | Burkina Faso | 0 – 0   | Túnez | Stade du 4 Août, Uagadugú, Burkina Faso               |                                                       |
|                         |              | Reporte |       | Asistencia: 10 000 espectadores Árbitro(s): Katjimune | Asistencia: 10 000 espectadores Árbitro(s): Katjimune |

| 11 de octubre de 2008 | Túnez                                                          | 5 – 0   | Seychelles | Stade 7 November, Rades, Túnez                     |                                                    |
|                       | Essifi 5' 68' · Mikari 18' · Ben Frej 20' · Ben Khalfallah 43' | Reporte |            | Asistencia: 10 000 espectadores Árbitro(s): Diatta | Asistencia: 10 000 espectadores Árbitro(s): Diatta |

| 12 de octubre de 2008 | Burundi      | 1 – 3   | Burkina Faso               | Prince Louis Rwagasore Stadium, Buyumbura, Burundi   |                                                      |
|                       | Nahimana 43' | Reporte | Bancé 18' · Dagano 54' 76' | Asistencia: 10 000 espectadores Árbitro(s): Ssegonga | Asistencia: 10 000 espectadores Árbitro(s): Ssegonga |

### Grupo 10
| Pos. | Equipo    | Pts. | PJ | G | E | P | GF | GC | Dif. | Clasificación |
| ---- | --------- | ---- | -- | - | - | - | -- | -- | ---- | ------------- |
| 1    | Malí (A)  | 12   | 6  | 4 | 0 | 2 | 13 | 8  | +5   | Tercera Ronda |
| 2    | Sudán (A) | 9    | 6  | 3 | 0 | 3 | 9  | 9  | 0    | Tercera Ronda |
| 3    | Congo (E) | 9    | 6  | 3 | 0 | 3 | 7  | 8  | −1   |               |
| 4    | Chad (E)  | 6    | 6  | 2 | 0 | 4 | 7  | 11 | −4   |               |

 Fuente: 
Notas:
1. 1 2  Sudán superó a Congo por diferencia de goles.

| 1 de junio de 2008 | Malí                                                  | 4 – 2   | Congo           | Stade 26 mars, Bamako, Malí                           |                                                       |
|                    | S. Keita 2' 61' · A. Coulibaly 32' · S. Coulibaly 42' | Reporte | Mouithys 5' 75' | Asistencia: 40 000 espectadores Árbitro(s): Bennaceur | Asistencia: 40 000 espectadores Árbitro(s): Bennaceur |

| 7 de junio de 2008 | Chad        | 1 – 2   | Malí                  | Stade Nacional, N'Djamena, Chad                       |                                                       |
|                    | Kedigui 43' | Reporte | Kanouté 5' 21' (pen.) | Asistencia: 15 000 espectadores Árbitro(s): Aguidssou | Asistencia: 15 000 espectadores Árbitro(s): Aguidssou |

| 8 de junio de 2008 | Congo        | 1 – 0   | Sudán | Stade Alphonse Massemba-Débat, Brazzaville, Congo |                                                  |
|                    | Endzanga 60' | Reporte |       | Asistencia: 25 000 espectadores Árbitro(s): Mana  | Asistencia: 25 000 espectadores Árbitro(s): Mana |

| 14 de junio de 2008 | Chad                      | 2 – 1   | Congo      | Stade Nacional, N'Djamena, Chad                |                                                |
|                     | Kedigui 40' · Djerabe 47' | Reporte | Batota 30' | Asistencia: 8000 espectadores Árbitro(s): Doue | Asistencia: 8000 espectadores Árbitro(s): Doue |

| 14 de junio de 2008 | Sudán                                              | 3 – 2   | Malí            | Khartoum Stadium, Jartum, Sudán                         |                                                         |
|                     | Ala'a Eldin 45' · Muhannad 72' (pen.) · Tambal 80' | Reporte | Kanouté 69' 90' | Asistencia: 15 000 espectadores Árbitro(s): Abdel-Fatah | Asistencia: 15 000 espectadores Árbitro(s): Abdel-Fatah |

| 22 de junio de 2008 | Congo                 | 2 – 0   | Chad | Stade Alphonse Massemba-Débat, Brazzaville, Congo |                                                 |
|                     | Minga 13' · Ibara 67' | Reporte |      | Asistencia: 8000 espectadores Árbitro(s): Diouf   | Asistencia: 8000 espectadores Árbitro(s): Diouf |

| 22 de junio de 2008 | Malí                           | 3 – 0   | Sudán | Stade 26 mars, Bamako, Malí                      |                                                  |
|                     | Kanouté 25' · S. Keita 60' 67' | Reporte |       | Asistencia: 25 000 espectadores Árbitro(s): Doue | Asistencia: 25 000 espectadores Árbitro(s): Doue |

| 6 de septiembre de 2008 | Sudán      | 1 – 2   | Chad                    | Cairo Military Academy Stadium, El Cairo, Egipto  |                                                   |
| | Tambal 77' | Reporte | Mbaiam 28' · Hassan 82' | Asistencia: 4000 espectadores Árbitro(s): Benouza | Asistencia: 4000 espectadores Árbitro(s): Benouza |
| El partido originalmente se iba a jugar el 31 de mayo, pero fue pospuesto por el conflicto entre ambos países. Los partidos entre ambos equipos se jugaron en Egipto. |            |         |                         |                                                   |                                                   |

| 7 de septiembre de 2008 | Congo        | 1 – 0   | Malí | Stade Alphonse Massemba-Débat, Brazzaville, Congo    |                                                      |
|                         | Endzanga 87' | Reporte |      | Asistencia: 16 000 espectadores Árbitro(s): Haimoudi | Asistencia: 16 000 espectadores Árbitro(s): Haimoudi |

| 10 de septiembre de 2008 | Chad      | 1 – 3   | Sudán                                             | Cairo Military Academy Stadium, El Cairo, Egipto   |                                                    |
|                          | Djime 34' | Reporte | Ahmed Aadil 4' · Agab 48' (pen.) · Saif Eldin 76' | Asistencia: 10 000 espectadores Árbitro(s): Diatta | Asistencia: 10 000 espectadores Árbitro(s): Diatta |

| 11 de octubre de 2008 | Malí                | 2 – 1   | Chad      | Stade 26 mars, Bamako, Malí                       |                                                   |
|                       | S. Y. Keita 44' 83' | Reporte | Djime 75' | Asistencia: 40 000 espectadores Árbitro(s): Keita | Asistencia: 40 000 espectadores Árbitro(s): Keita |

| 11 de octubre de 2008 | Sudán                   | 2 – 0   | Congo | Al-Merrikh Stadium, Omdurman, Sudán                |                                                    |
|                       | Muhannad 31' · Agab 74' | Reporte |       | Asistencia: 27 000 espectadores Árbitro(s): Ambaya | Asistencia: 27 000 espectadores Árbitro(s): Ambaya |

### Grupo 11
| Pos. | Equipo          | Pts. | PJ | G | E | P | GF | GC | Dif. | Clasificación |
| ---- | --------------- | ---- | -- | - | - | - | -- | -- | ---- | ------------- |
| 1    | Zambia (A)      | 7    | 4  | 2 | 1 | 1 | 2  | 1  | +1   | Tercera Ronda |
| 2    | Togo (A)        | 6    | 4  | 2 | 0 | 2 | 8  | 3  | +5   | Tercera Ronda |
| 3    | Suazilandia (E) | 4    | 4  | 1 | 1 | 2 | 2  | 8  | −6   |               |

 Fuente: 
Eritrea abandona la eliminatoria el 25 de marzo de 2008 y no hubo sustituto.
| 31 de mayo de 2008 | Togo        | 1 – 0   | Zambia | Ohene Djan Stadium, Acra, Ghana                  |                                                  |
| | Olufadé 16' | Reporte |        | Asistencia: 15 000 espectadores Árbitro(s): Pare | Asistencia: 15 000 espectadores Árbitro(s): Pare |
| Togo fue suspendido para jugar de local en su país durante la ronda eliminatoria por los actos de violencia durante el partido clasificatorio para la Copa Africana de Naciones de 2008 ante Malí. |             |         |        |                                                  |                                                  |

| 8 de junio de 2008 | Suazilandia                 | 2 – 1   | Togo        | Somhlolo National Stadium, Lobamba, Suazilandia     |                                                     |
|                    | Dlamini 55' · Salelwako 72' | Reporte | Olufadé 88' | Asistencia: 5819 espectadores Árbitro(s): Niyongabo | Asistencia: 5819 espectadores Árbitro(s): Niyongabo |

| 15 de junio de 2008 | Suazilandia | 0 – 0   | Zambia | Somhlolo National Stadium, Lobamba, Suazilandia |                                                 |
|                     |             | Reporte |        | Asistencia: 7462 espectadores Árbitro(s): Kotey | Asistencia: 7462 espectadores Árbitro(s): Kotey |

| 21 de junio de 2008 | Zambia                | 1 – 0   | Suazilandia | Konkola Stadium, Chililabombwe, Zambia              |                                                     |
|                     | C. Katongo 85' (pen.) | Reporte |             | Asistencia: 14 458 espectadores Árbitro(s): Marange | Asistencia: 14 458 espectadores Árbitro(s): Marange |

| 10 de septiembre de 2008 | Zambia         | 1 – 0           | Togo | Konkola Stadium, Chililabombwe, Zambia            |                                                   |
| | F. Katongo 31' | Report Reporte] |      | Asistencia: 10 500 espectadores Árbitro(s): Damon | Asistencia: 10 500 espectadores Árbitro(s): Damon |
| El partido originalmente se iba a jugar en 6 de septiembre pero fue pospuesto a petición de Zambia por la muerte del presidente Levy Mwanawasa. |                |                 |      |                                                   |                                                   |

| 11 de octubre de 2008 | Togo                                                 | 6 – 0   | Suazilandia | Ohene Djan Stadium, Acra, Ghana                 |                                                 |
|                       | Salifou 16' · Adebayor 29' 46' 71' 85' · Olufadé 45' | Reporte |             | Asistencia: 8000 espectadores Árbitro(s): Evehe | Asistencia: 8000 espectadores Árbitro(s): Evehe |

### Grupo 12
| Pos. | Equipo       | Pts. | PJ | G | E | P | GF | GC | Dif. | Clasificación |
| ---- | ------------ | ---- | -- | - | - | - | -- | -- | ---- | ------------- |
| 1    | Egipto (A)   | 15   | 6  | 5 | 0 | 1 | 13 | 2  | +11  | Tercera Ronda |
| 2    | Malaui (A)   | 12   | 6  | 4 | 0 | 2 | 14 | 5  | +9   | Tercera Ronda |
| 3    | RD Congo (E) | 9    | 6  | 3 | 0 | 3 | 14 | 6  | +8   |               |
| 4    | Yibuti (E)   | 0    | 6  | 0 | 0 | 6 | 2  | 30 | −28  |               |

 Fuente: 
| 31 de mayo de 2008 | Malaui                                                                                         | 8 – 1   | Yibuti    | Kamuzu Stadium, Blantyre, Malaui                      |                                                       |
|                    | Kafoteka 3' · Kanyenda 19' 46' 48' · Kamwendo 66' · Chavula 72' · Ng'ambi 78' · Mkandawire 83' | Reporte | Daher 23' | Asistencia: 35 000 espectadores Árbitro(s): Katjimune | Asistencia: 35 000 espectadores Árbitro(s): Katjimune |

| 1 de junio de 2008 | Egipto             | 2 – 1   | República Democrática del Congo | Cairo International Stadium, El Cairo, Egipto        |                                                      |
|                    | Zaky 67' · Eid 80' | Reporte | Ilunga 44'                      | Asistencia: 40 000 espectadores Árbitro(s): Seechurn | Asistencia: 40 000 espectadores Árbitro(s): Seechurn |

| 6 de junio de 2008 | Yibuti | 0 – 4   | Egipto                                             | El Hadj Hassan Gouled, Yibuti, Yibuti          |                                                |
|                    |        | Reporte | Zaky 40' · Hosny 47' (pen.) · Hassan 54' · Eid 65' | Asistencia: 6000 espectadores Árbitro(s): Eyob | Asistencia: 6000 espectadores Árbitro(s): Eyob |

| 8 de junio de 2008 | República Democrática del Congo | 1 – 0   | Malaui | Stade des Martyrs, Kinshasa, RD Congo                   |                                                         |
|                    | Matumona 75' (pen.)             | Reporte |        | Asistencia: 35 000 espectadores Árbitro(s): Abdel Gadir | Asistencia: 35 000 espectadores Árbitro(s): Abdel Gadir |

| 13 de junio de 2008 | Yibuti | 0 – 6   | República Democrática del Congo                            | El Hadj Hassan Gouled, Yibuti, Yibuti            |                                                  |
|                     |        | Reporte | Mbokani 25' 48' · Nonda 31' · Matumona 40' 49' · Mputu 79' | Asistencia: 3000 espectadores Árbitro(s): Disang | Asistencia: 3000 espectadores Árbitro(s): Disang |

| 14 de junio de 2008 | Malaui        | 1 – 0   | Egipto | Kamuzu Stadium, Blantyre, Malaui                  |                                                   |
|                     | Msowoya 90+3' | Reporte |        | Asistencia: 40 000 espectadores Árbitro(s): Keita | Asistencia: 40 000 espectadores Árbitro(s): Keita |

| 22 de junio de 2008 | República Democrática del Congo                   | 5 – 1   | Yibuti    | Stade des Martyrs, Kinshasa, RD Congo                |                                                      |
|                     | Nonda 10' 45+2' 52' · Tshinyama 59' · Mbokani 63' | Reporte | Hirir 85' | Asistencia: 15 000 espectadores Árbitro(s): Rouaissi | Asistencia: 15 000 espectadores Árbitro(s): Rouaissi |

| 22 de junio de 2008 | Egipto         | 2 – 0   | Malaui | Cairo International Stadium, El Cairo, Egipto      |                                                    |
|                     | Moteab 17' 50' | Reporte |        | Asistencia: 20 000 espectadores Árbitro(s): Diatta | Asistencia: 20 000 espectadores Árbitro(s): Diatta |

| 5 de septiembre de 2008 | Yibuti | 0 – 3   | Malaui                                 | El Hadj Hassan Gouled, Yibuti, Yibuti            |                                                  |
|                         |        | Reporte | Msowoya 45' · Chavula 60' · Nyondo 70' | Asistencia: 700 espectadores Árbitro(s): Martins | Asistencia: 700 espectadores Árbitro(s): Martins |

| 7 de septiembre de 2008 | República Democrática del Congo | 0 – 1   | Egipto        | Stade des Martyrs, Kinshasa, RD Congo               |                                                     |
|                         |                                 | Reporte | Aboutrika 30' | Asistencia: 80 000 espectadores Árbitro(s): Bennett | Asistencia: 80 000 espectadores Árbitro(s): Bennett |

| 11 de octubre de 2008 | Malaui                    | 2 – 1   | República Democrática del Congo | Kamuzu Stadium, Blantyre, Malaui                   |                                                    |
|                       | Ng'ambi 55' · Msowoya 82' | Reporte | LuaLua 12'                      | Asistencia: 50 000 espectadores Árbitro(s): Codjia | Asistencia: 50 000 espectadores Árbitro(s): Codjia |

| 12 de octubre de 2008 | Egipto                                                            | 4 – 0   | Yibuti | Cairo Military Academy Stadium, El Cairo, Egipto |                                                  |
|                       | Emad Moteab 19' · Hassan 50' · Aboutrika 66' · Riyad 90+2' (a.g.) | Reporte |        | Asistencia: 10 000 espectadores Árbitro(s): Pare | Asistencia: 10 000 espectadores Árbitro(s): Pare |

## Clasificación de los Segundos Lugares
Junto a los doce ganadores de cada grupo, los ocho mejores segundos lugares avanzan a la tercera ronda. Se determina por la clasificación general de los Segundo lugares de cada grupo, y los resultados contra el equipo que terminó en cuarto lugar  (de los grupos de cuatro equipos) no cuenta (y es excluido de la tabla).
| Pos. | Grp. | Equipo         | Pts. | PJ | G | E | P | GF | GC | Dif. | Clasificación |
| ---- | ---- | -------------- | ---- | -- | - | - | - | -- | -- | ---- | ------------- |
| 1    | 8    | Ruanda (A)     | 9    | 4  | 3 | 0 | 1 | 7  | 3  | +4   | Tercera Ronda |
| 2    | 2    | Kenia (A)      | 7    | 4  | 2 | 1 | 1 | 6  | 3  | +3   | Tercera Ronda |
| 3    | 9    | Túnez (A)      | 7    | 4  | 2 | 1 | 1 | 4  | 3  | +1   | Tercera Ronda |
| 4    | 11   | Togo (A)       | 6    | 4  | 2 | 0 | 2 | 8  | 3  | +5   | Tercera Ronda |
| 5    | 5    | Gabón (A)      | 6    | 4  | 2 | 0 | 2 | 3  | 3  | 0    | Tercera Ronda |
| 6    | 10   | Sudán (A)      | 6    | 4  | 2 | 0 | 2 | 5  | 6  | −1   | Tercera Ronda |
| 7    | 12   | Malaui (A)     | 6    | 4  | 2 | 0 | 2 | 3  | 4  | −1   | Tercera Ronda |
| 8    | 7    | Mozambique (A) | 5    | 4  | 1 | 2 | 1 | 5  | 3  | +2   | Tercera Ronda |
| 9    | 6    | Gambia (E)     | 5    | 4  | 1 | 2 | 1 | 2  | 2  | 0    |               |
| 10   | 3    | Angola (E)     | 4    | 4  | 1 | 1 | 2 | 6  | 6  | 0    |               |
| 11   | 1    | Cabo Verde (E) | 3    | 4  | 1 | 0 | 3 | 3  | 7  | −4   |               |
| 12   | 4    | Sudáfrica (E)  | 1    | 4  | 0 | 1 | 3 | 0  | 4  | −4   |               |

 Fuente: 
Criterios de clasificación: 1. Total de puntos, 2. Gol diferencia, 3. Goles anotados, 4. Goles de visitante, 5.Partido de desempate en sede neutral (de ser necesario)